# Nyamata
Nyamata est une ville du Rwanda. Elle s'étend sur une quinzaine de collines et représente une superficie totale de 398 km2.

## Population
Sa population en mars 1994, à la veille du génocide, s'élevait à environ 119 000 habitants : environ 60 000 Hutus et 59 000 Tutsis[réf. souhaitée]. La proportion élevée de Tutsi s'explique par le fait que la région, inhabitée pendant la première moitié du siècle, fut une terre où ont été déplacés de nombreux Tutsis, au début des années soixante.

## Histoire
Des tueries visant les Tutsi y furent perpétrées en 1959, 1963 et 1992 avec comme point d'orgue le génocide en 1994.

### Camp de Nyamata
En 1959, lors de la révolution rwandaise, le pays passe du statut de colonie belge à celui de république indépendante dominée par les Hutu, ce qui déclenche une vague de violences contre les Tutsi. Le 1er novembre 1959, de fausses rumeurs sur la mort de Dominique Mbonyumutwa déclenchent la « Toussaint rwandaise » : dans plusieurs chefferies du centre et du nord-ouest, des groupes armés s'attaquent aux Tutsi et le pays vit dans une « atmosphère de quasi-guerre civile ». Des Tutsi fuient leurs habitations et laissent leurs biens sur place, « notamment dans le territoire de Ruhengeri au nord et dans la chefferie du Ndiza au centre », puis en mars 1960 dans la région de Byumba. Les terres des Tutsi sont récupérées par des Hutu. Le colonel Guy Logiest instaure des « zones à prédominance hutu », selon un modèle inspiré de l'apartheid sud-africain, où les ethnies sont séparées : les réfugiés tutsi sont empêchés de rentrer chez eux. Certaines régions se vident des habitants tutsi, qui sont « renvoyés dans une zone de relégation au Bugesera », dans une région hostile. C'est ainsi que plusieurs milliers de Tutsi se retrouvent dans « un véritable camp de concentration » où ils mènent « une existence faite de privations et de discriminations ». Le camp devient un symbole de la répression systématique contre les Tutsi. Au terme de l'année 1961, 10 307 déplacés s'y entassent. Fin 1963, le camp est détruit, ses habitants assassinés ou chassés.

### Massacres de 1992
Au cours des massacres du Bugesera en mars 1992, de nombreux Tutsi — 3000 selon une estimation d’une coalition d’ONG rwandaises — trouvent refuge dans l'église de la paroisse après le pillage du bétail et l'incendie des habitations. Selon l'analyse faite par l'historienne Hélène Dumas sur la base de récits d'enfants rescapés, le lieu se transforme en une enceinte que les Tutsi voient « encore [comme] inviolable et protectrice » même si ces derniers attribuent leur salut, en dernier recours, à une intervention divine.

### Génocide de 1994
Environ 50 000 Tutsis ont été assassinés sur la commune de Nyamata, entre le 11 avril et le 14 mai 1994, date de l'arrivée des troupes du FPR, soit plus de cinq Tutsi sur six.
Un massacre de masse s’est déroulé dans l’église lors du génocide des Tutsi de 1994.
Environ 22 000 Tutsis, rapatriés du Burundi et d'Ouganda principalement, sont venus s'installer dans la région dès juillet 1994, Environ 24 000 Hutus, au contraire, ne sont pas revenus de leur exode au Congo.[réf. nécessaire]
En 2000, on dénombre environ 6 000 prisonniers natifs de la commune dans le pénitencier de Rilima et  13 386 orphelins.[réf. nécessaire]
En 2012, Nyamata compte environ 35 000 habitants

### Mémorial du génocide rwandais à Nyamata

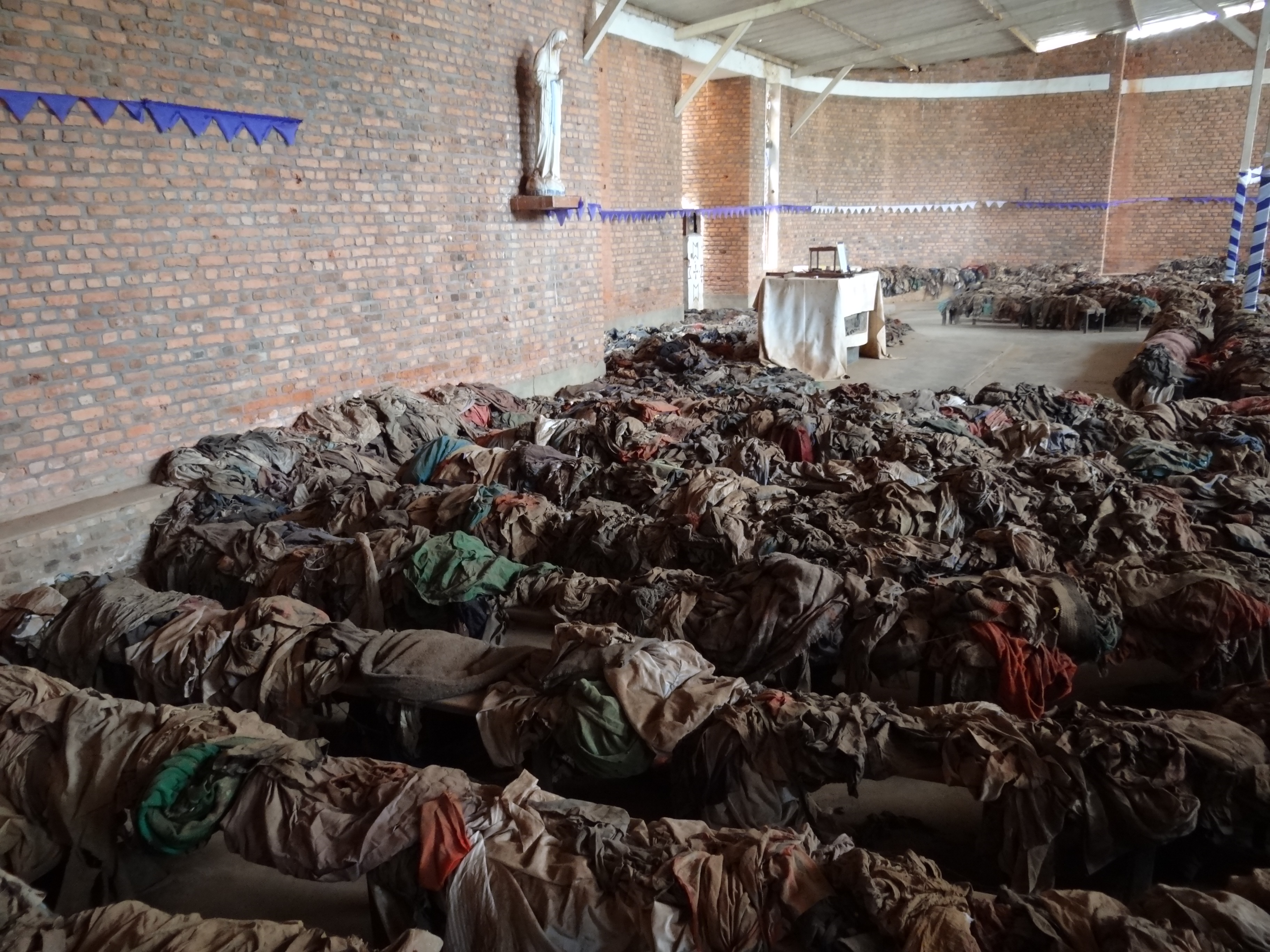
L’intérieur de l’église catholique avec les piles de vêtements des Tutsi qui y furent massacrés.

Avec Murambi, Bisesero et Gisozi, Nyamata est l'un des quatre sites mémoriaux du génocide qui fait l'objet, en 2012, d'une demande de la Commission nationale de lutte contre le génocide d'inscription au patrimoine mondial de l'UNESCO. Le mémorial de Nyamata est une ancienne église où plus de 45 000 personnes ont trouvé la mort.

## Littérature

### Jean Hatzfeld
Récits du journaliste français Jean Hatzfeld sur le génocide de 1994 et ses suites, à Nyamata :
- Dans le nu de la vie: récits des marais rwandais, éditions du Seuil, 2000  (ISBN 2020530562)
- Une saison de machettes, récits, Le Seuil, 2003  (ISBN 2020679132)
- La Stratégie des antilopes, Le Seuil, 2007 – Prix Médicis
- Englebert des collines, Gallimard, 2014
- Un papa de sang, Gallimard, 2015
- Là où tout se tait, Gallimard, 2021  (ISBN 978-2-0729-2627-3)

### Scholastique Mukasonga
Le récit autobiographique Inyenzi ou les Cafards de Scholastique Mukasonga évoque l'enfance de l'autrice dans cette ville du Bugesera Sa famille y est déplacée dans les années 1960 et en 1994, l'ensemble de ses proches — soit trente-sept personnes — est exterminé à Nyamata.
Sa nouvelle intitulée Ce que murmurent les collines se passe à Nyamata. Dans Un pygmée à l’école, Scholastique Mukasonga raconte l’histoire de Cyprien, un Mutwa victime de racisme, qui est le bouc-émissaire sur les bancs de l'école malgré ses très bonnes notes,.

## Personnalités liées à la ville
- Donatille Mukabalisa, femme politique, y est née en 1960[19].
- Joseph Nsengimana, né le 11 mai 1950, docteur en lettres de l'université de Limoges en France, ancien professeur à l'Université nationale du Rwanda (campus de Ruhengeri), ancien ministre et ancien diplomate.
- Antoine Kambanda, premier cardinal rwandais, né le 10 novembre 1958, Archevêque de Kigali